# 야니크 게르하르트
야니크 게르하르트(독일어: Yannick Gerhardt, 1994년 3월 13일 ~ )는 독일의 축구 선수로, 현재 독일 분데스리가의 VfL 볼프스부르크에서 미드필더로 활약하고 있다.